# 侯启兴
侯启兴（1921年—1985年），山东章丘人，中国工商业人物、政治人物，中国民主建国会中央委员会原常务委员，第五、六、七届全国政协委员。